# Ругайський край
Руга́йський кра́й (латис. Rugāju novads) — адміністративно-територіальна одиниця Латвійської Республіки. Розташований у північно-східній частині країни, в історичному регіоні Латгалія. Адміністративний центр — Ругаї. Створений 2009 року. Площа — 512 км². Населення — 2363 осіб (2011). До складу краю входять 2 волості.

## Населення
Національний склад краю за результатами перепису населення Латвії 2011 року.
| Національність | К-сть | % |
| -------------- | ----- | - |